# Club Gimnasia y Esgrima (Comodoro Rivadavia)
El Club Gimnasia y Esgrima de Comodoro Rivadavia, nominado localmente Gimnasia de Comodoro, es un club deportivo ubicado en la ciudad de Comodoro Rivadavia, Argentina, cuya actividad principal es el basquetbol. Se desempeña en la Liga Nacional A de la Liga Nacional de Básquet de Argentina y tiene localía en el estadio "Socios Fundadores". 
Sus máximos logros son haber obtenido el título en la Liga Nacional de Básquet 2005-06 y el Torneo Super 4 Circus 2015. Es el tercer equipo con más temporadas en la Liga Nacional de Básquet con la característica de que transcurrieron de forma consecutiva, sin haber descendido en toda su historia.
Desde el año 2011 y hasta 2016 recibió el apoyo económico del Grupo Indalo, provocando que el equipo se denominase por motivos de patrocinio Gimnasia Indalo.
A lo largo de su historia contó con múltiples disciplinas deportivas. Hoy cuenta entre sus actividades al handball y al atletismo.

## Historia

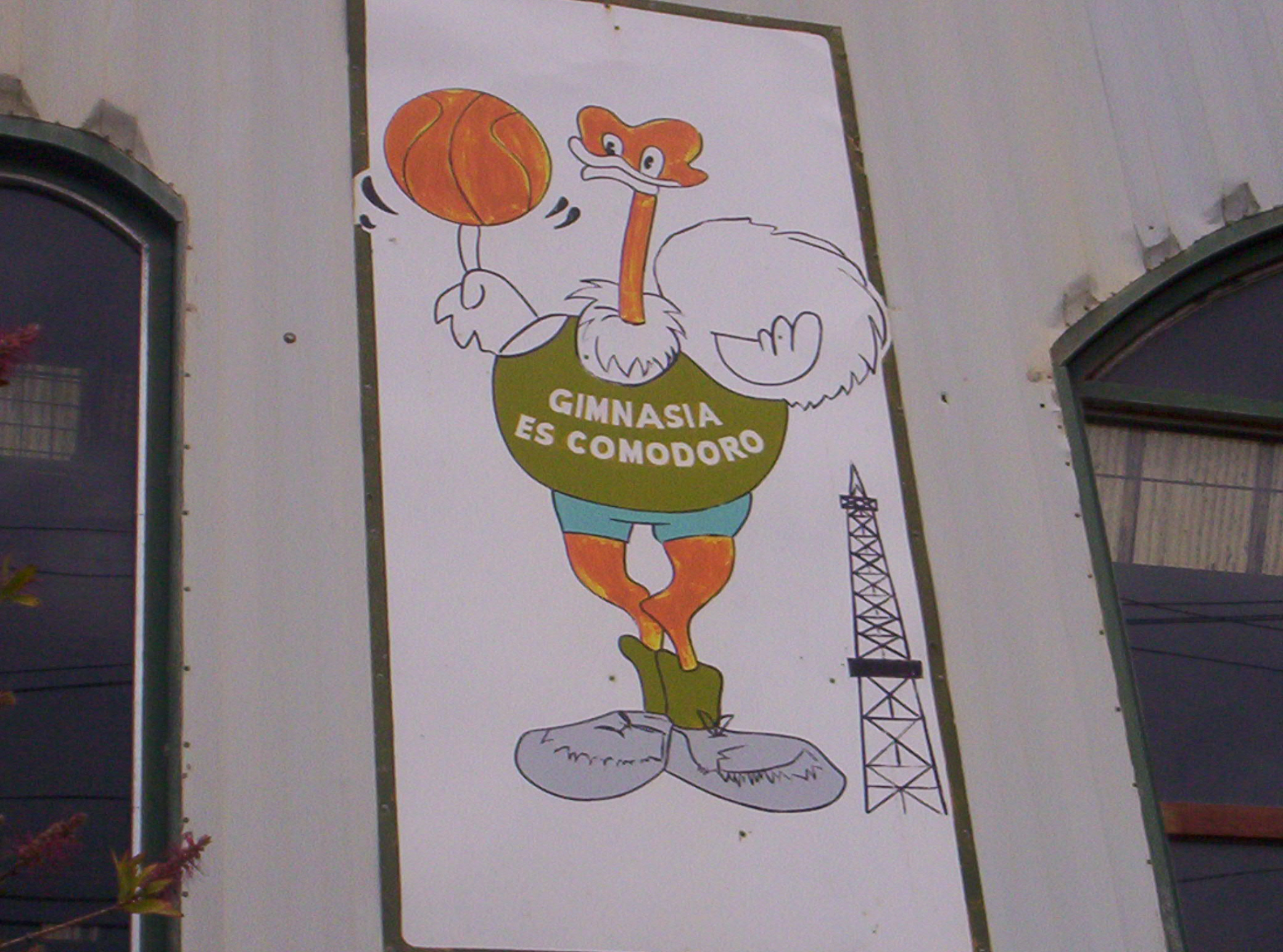
El ñandú es la mascota del club y de fondo se observa un icono de Comodoro, una torre petrolera, ambos signos de altura y grandeza.

### Fundación
Un grupo de pobladores de Comodoro Rivadavia, extranjeros en su mayoría, fundaron el 13 de febrero del año 1919 al Club Gimnasia y Esgrima. El presidente electo, Eloy Cánovas, el vicepresidente Juan Larrea y el secretario Mario Toulet fueron los encargados de firmar el acta. Esta institución que abriera sus puertas dieciocho años después que se erigiera la ciudad más grande de la Patagonia Argentina, Comodoro Rivadavia (1901), tuvo renombre en el ámbito deportivo y social, desde sus inicios.
A partir de 1942 fue la entidad organizadora de la recordada Maratón de los barrios, evento socio-deportivo de gran trascendencia en la zona. 
Fue el primer campeón provincial de básquetbol, al fundarse en 1941, la Federación de Básquetbol del Chubut.
Junto al Club Social y Deportivo Ing. Luis A. Huergo, fueron los pioneros en la práctica del tenis en la ciudad.
Ofreció un sinnúmero de campeonatos a sus asociados, en el fútbol local. Muchas otras actividades deportivas se practicaron en la institución y ofrecieron gratificantes momentos a sus seguidores y a la ciudad en general: rugby, esgrima, hockey, artes marciales, ajedrez, patín y vóley sumadas a eventos sociales y culturales, fueron y aún siguen siendo una carta de presentación para esta Institución.

### 1989: El ascenso

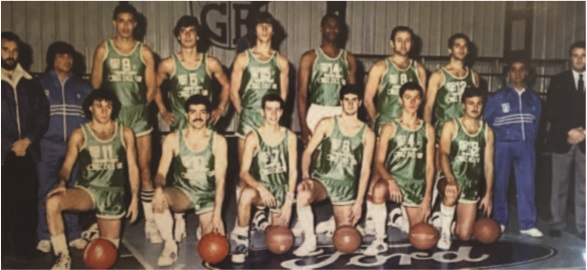
Plantel de la temporada 1989.

En 1989 Gimnasia y Esgrima obtuvo el campeonato de la Primera Nacional B, tras derrotar al Club Atlético Santa Paula de Gálvez en el playoff de la conferencia norte, y luego a Gimnasia y Esgrima Pedernera Unidos. Esto le posibilitó acceder al básquet argentino de primer nivel, la Liga Nacional de Básquet, a un año de haber ascendido desde la tercera división. Los integrantes de ese plantel, comandado por Daniel Allende fueron Tito Santini, Mario Errazu, Alejandro Navallo, Martín Ipucha, Carlos De Batista, Levan Macharasvilli, Jorge Ferrini, Eric Ross y el capitán Román Pérez.

### Primeros años en la LNB (1990 - 2000)
En las primeras tres temporadas en la LNB, su entrenador fue Daniel Allende, aquel que había logrado el ascenso a la máxima categoría. En la temporada del debut, la 1990, Gimnasia se ubicó en el sexto puesto con un récord de 18-13. Algunos de los jugadores que pasaron por el equipo en sus primeros años en primera división fueron Jorge Faggiano, Sebastián Uranga, y los estadounidenses Daren Queenan, Tony Zeno y Fred Reynolds. En la temporada 1991-92, tras la decisión de Daniel Allende de dejar su cargo como entrenador, se produjo la llegada de León Najnudel a la dirección técnica del equipo, uno de los fundadores de la Liga Nacional de Básquet. Su asistente fue Enrique Tolcachier y ese mismo año un joven nacido en Comodoro Rivadavia llamado Gabriel Cocha debutó en el equipo. 
La temporada siguiente, en la 1992-93, se incorporaron Sergio Aispurúa, Oscar Chiaramello, Claudio Farabello, y Mark Landsberger, un exNBA con dos anillos de campeón. Gimnasia logró avanzar a las semifinales de la liga pero cayó por 2-3 en la serie frente a Gimnasia y Esgrima Pedernera Unidos, quién más tarde se consagraría como campeón de esa edición de la liga. En el cuarto partido de la serie, el jugador de Gimnasia Andrew Moten, convirtió 63 puntos para establecer el récord de puntos anotados en un partido de la Liga Nacional de Básquet. Los 1365 convertidos por Moten en esa temporada lo transformarían en el jugador con más puntos en una temporada en la historia del club.
La temporada 1993-94 tuvo a Enrique Tolcachier como entrenador principal del equipo, así como la llegada de Pablo Moldú, jugador que más tarde se convertiría en el jugador con más partidos en la historia del club con 452 encuentros en 8 temporadas. Andrew Moten se consagraría goleador de la liga con 896 puntos en 30 partidos y un promedio de 29.9 puntos por juego. Gimnasia cayó en la serie de reclasificación frente a Quilmes de Mar del Plata por 2-3 y se ubicó en el noveno puesto. La Liga Nacional de Básquet 1994-95 tuvo la llegada del jugador de la Selección argentina de baloncesto, Hernán Montenegro, Mario Butler, y al exNBA Kelvin Upshaw. Ese año Daniel Allende retornó al club para dirigirlo nuevamente, pero el equipo volvió a caer en la etapa de reclasificación, esta vez frente al Club Ferro Carril Oeste por 1-3 y finalizó en la novena posición. Hernán Montenegro fue condecorado como el mejor jugador de la fase regular. Para el séptimo año consecutivo en la primera división, Gimnasia repitió entrenador y fue eliminado por Independiente de General Pico en la Reclasificación. 

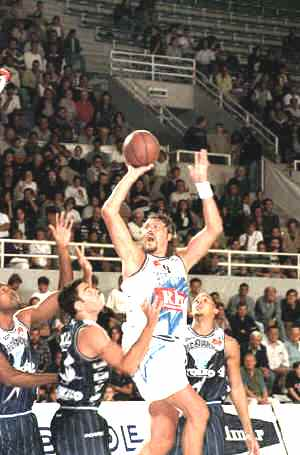
Hernán Montenegro, MVP de la temporada 1994-95.

En la liga 1996-97, se destacaron las incorporaciones al equipo de Marcelo Richotti, integrante de la selección argentina de baloncesto que participó en el Campeonato Mundial de Baloncesto de 1990 disputado en Argentina,  Marcos Nóbile y Román González, así como Pablo Coleffi a la dirección del equipo. El equipo logró un quinto puesto luego de ser derrotado por Independiente de General Pico en la etapa de cuartos de final. La temporada siguiente, se unió a las filas del equipo Leandro Ginóbili, hermano de Emanuel Ginóbili y Coleffi siguió en su cargo. El equipo finalizó en la duodécima posición luego de ser derrotado por Olimpia de Venado Tuerto. La décima temporada en la LNB presentó a Fernando Duró como entrenador, con Eduardo Opezzo en el rol de asistente. Algunas de las contrataciones fueron los estadounidenses David Scott, Melvin Johnson y Stanley Easterling, Raúl Merlo y el juvenil Diego Romero. El equipo consiguió un récord de 29-15 en la temporada regular, clasificando de manera directa a cuartos de final, pero cayó por 3-0 en la serie frente a Independiente de General Pico, ubicándose en el sexto puesto.

### Presencia internacional (2000 - 2005)
La temporada 99-00 fue la más exitosa del equipo hasta ese momento. El equipo integrado por: Marcelo Richotti, Raúl Merlo, Leonardo Mauti, Orlando Tourn, Eloy Martín, Pablo Moldú, Raúl Malchiodi, Stanley Easterling, David Scott, Evric Gray, Diego Romero y Marcelo Comaleras y bajo la dirección del equipo técnico conformado por Fernando Duró y Eduardo Opezzo, llegó a estar entre los tres mejores equipos del país, ocupando el tercer puesto en esta edición de la Liga Nacional, luego de caer frente a Estudiantes de Olavarría en semifinales. Esta campaña sirvió de pasaporte internacional para el equipo de Comodoro Rivadavia logró la clasificación a la sexta edición de la Liga Sudamericana de Clubes, a disputarse a principios del año 2001.
Gimnasia inició la temporada siguiente con el deber de luchar en dos frentes. En el plano local, no logró clasificarse directamente a cuartos de final y cayó frente a Quilmes de Mar del Plata en la reclasificación. Sin embargo, en la Liga Sudamericana, se colocó en el primer puesto de su zona sin perder ningún partido. En el piso del Estadio Socios Fundadores estuvieron equipos de la estirpe del Vasco Da Gama y Flamengo de Brasil. La Liga Sudamericana de Clubes, fue un evento muy convocante en la región, algo más 3.500 personas se dieron cita en cada uno de los encuentros que se desarrollaron en el estadio, y un importante marco de simpatizantes acompañaron al equipo cuando debió jugar fuera de la ciudad, en Osorno, Chile. En este torneo, se ubicó en el primer puesto de su grupo y derrotó a Uberlândia de Brasil 2 a 1 en el global. Accediendo a la semifinal donde se hizo con otro equipo brasilero, Flamengo con un global idéntico al anterior. La gran final fue contra otro equipo argentino, Estudiantes de Olavarría, esta vez el equipo comodorense sería quebrado perdiendo en el global 3-1.
De todas maneras, el mérito de su primera participación, con final incluida, fue alabada por todos los comodorenses.
Una vez finalizado el contrato de Fernando Duró el mismo dejó el equipo y fue reemplazado por el exjugador de la institución, Marcelo Richotti. Disputó nuevamente la Liga Sudamericana de Clubes, pero fue eliminado en la fase de grupos. En la Liga Nacional de Básquet 2001-02, finalizó en el decimotercer puesto y debió disputar la serie por la permanencia frente a Independiente de General Pico en la que triunfó por 3-0. Richotti dejó el puesto y en la temporada siguiente Enrique Tolcachier volvió a ser entrenador del equipo. En la primera fase de la temporada 2002-03, Gimnasia se ubicó en el primer puesto de la zona sur con un récord de 4-2 y esto lo clasificó al Torneo Top 4 de 2002, pero no pudo ganar ninguno de sus tres enfrentamientos. Obtuvo el segundo puesto de la fase regular, venció en la reclasificación y derrotó a Estudiantes de Olavarría en cuartos de final, el cuarto de la fase regular. En semifinales cayó por 3-0 frente a Boca Juniors obteniendo el tercer puesto y clasificando por primera vez a la Liga Sudamericana de Clubes 2001. 

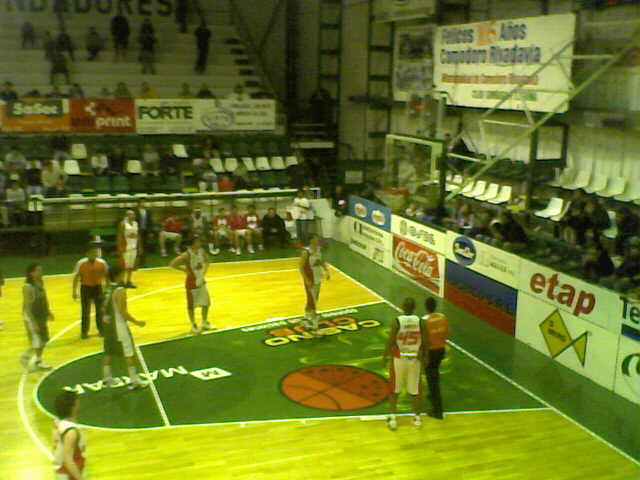
Anotación con la que Gimnasia venció a Independiente de Neuquén el 5 de octubre de 2008 en el Socios Fundadores.

En el contexto local, con la vuelta de David Scott y la llegada de Pablo Albertinazzi, se colocó en la tercera posición de la zona sur con un récord de 9-5 y en el cuarto puesto de la segunda fase, accediendo así de manera directa a los cuartos de final. A pesar de tener ventaja de localía frente a Obras Sanitarias, fue derrotado por 3-1 en la serie y se despidió del torneo.
El tercer puesto de la misma temporada que lo clasificó a la Sudamericana le valió el pasaje para el Campeonato Sudamericano de Clubes Campeones 2003. Este torneo fue jugado con la misma fiereza que la liga Sudamericana. Gimnasia ganó su grupo de modo implacable. Con esto se aseguró el paso a la semifinal contra el equipo venezolano de Tanqueros del Zulia, a quien derrota 94-82. La final se disputó en el Gimnasio Pedro Elías Belisario Aponte de Maracaibo, Venezuela y Gimnasia fue derrotado ajustadamente por Delfines de Miranda por 88-85. De todas formas Gimnasia quedó en la historia por su dos finales en dos torneos que acaba de jugar por primera vez.
Para la temporada 2004-05, Gimnasia contrató a Eduardo Opezzo, asistente de Fernando Duró entre 1998 y 2001 y de Marcelo Richotti en la 2001-02, como entrenador del equipo y Enrique Tolcachier asumió como director deportivo. En un principio, Opezzo no se encontraba habilitado para dirigir en la Liga Nacional de Básquet, sino que solo podía hacerlo en el Torneo Nacional de Ascenso, pero a pesar de esto, pudo resolver su situación y dirigir al equipo. En noviembre de 2004, Opezzo renunció a su cargo, provocando que José Luis Pestuggia, asuma como entrenador interino. Tolcachier dejó de ser director deportivo para asumir como entrenador del equipo, concretando un nuevo ciclo al mando del equipo. Gimnasia finalizó en el noveno puesto de la segunda fase y derrotó al octavo clasificado, Argentino de Junín, en la Reclasificación. En cuartos de final, cayó frente a Sportivo Ben Hur, el líder de la temporada regular y quién más tarde se consagraría campeón.

### El título (2005-06)
En 2005 se dio el regreso de Fernando Duró al banco de suplente de Gimnasia, en esta ocasión asistido por el comodorense Nicolás Casalánguida. Duró venía de integrar el cuerpo técnico de la selección argentina de baloncesto que obtuvo la medalla de oro en los Juegos Olímpicos de 2004. En la primera fase, finalizó en el séptimo puesto de ocho posiciones con un récord de 6 victorias y ocho derrotas. Sin embargo, en la segunda fase se recuperó y se colocó en el cuarto puesto con un récord de 19-11. Accedió a cuartos de final de manera directa, donde enfrentó a Boca Juniors y derrotó por 3-1. En las semifinales se cruzó con el último campeón y dueño del primer puesto de la segunda fase de la liga, Club Sportivo Ben Hur. Logró triunfar de visitante y esto le permitió acceder a las finales de la Liga Nacional de Básquet por primera vez en su historia. Su rival fue Libertad de Sunchales, segundo en la temporada regular, y tres triunfos en el Socios Fundadores y uno en el Hogar de Los Tigres, estadio de Libertad, le permitió conquistar la Liga Nacional de Básquet 2005-06. Los integrantes del plantel que obtuvieron el título fueron: Sebastián Festa, Santiago Haag, Nicolás de los Santos, Gabriel Cocha, Pablo Moldú, Charles Rahmel Jones, Leandro Masieri, Matías Barberis, Jervaughn Scales, Ruperto Herrera, Diego Romero y Bruce Zabukovic. Gabriel Cocha fue condecorado como MVP de las finales y Diego Romero, que se encontraba en la Universidad Estatal de Florida, regresó a Argentina para disputar el último partido de la serie final en reemplazo del lesionado Ruperto Herrera.

### Transición (2006 - 2011)
Fernando Duró continuó su rol de entrenador en la liga 2006-07 y logró clasificarse al Torneo Súper 8 2006 desarrollado en la Ciudad de Neuquén tras lograr un récord de 8-6 en la primera fase. Fue eliminado en el primer partido, en el cual fue derrotado por Peñarol de Mar del Plata, el campeón de esa edición. Al haberse coronado campeón de la última edición de la liga, clasificó al Campeonato Sudamericano de Clubes Campeones 2006 y a la Liga Sudamericana de Clubes 2007.
En el primero de estos torneos, finalizó en el cuarto puesto tras no poder llegar a la final. 
En la Liga Sudamericana de Clubes fue líder invicto de su grupo y venció a Río Claro en cuartos de final por 2-0. En semifinales, se enfrentó al club argentino Libertad de Sunchales. A pesar de triunfar en Comodoro, fue derrotado de visitante y se quedó con el cuarto puesto de este certamen. En el plano local, finalizó en el duodécimo puesto de la segunda fase y cayó ante Regatas de Corrientes en la reclasificación.

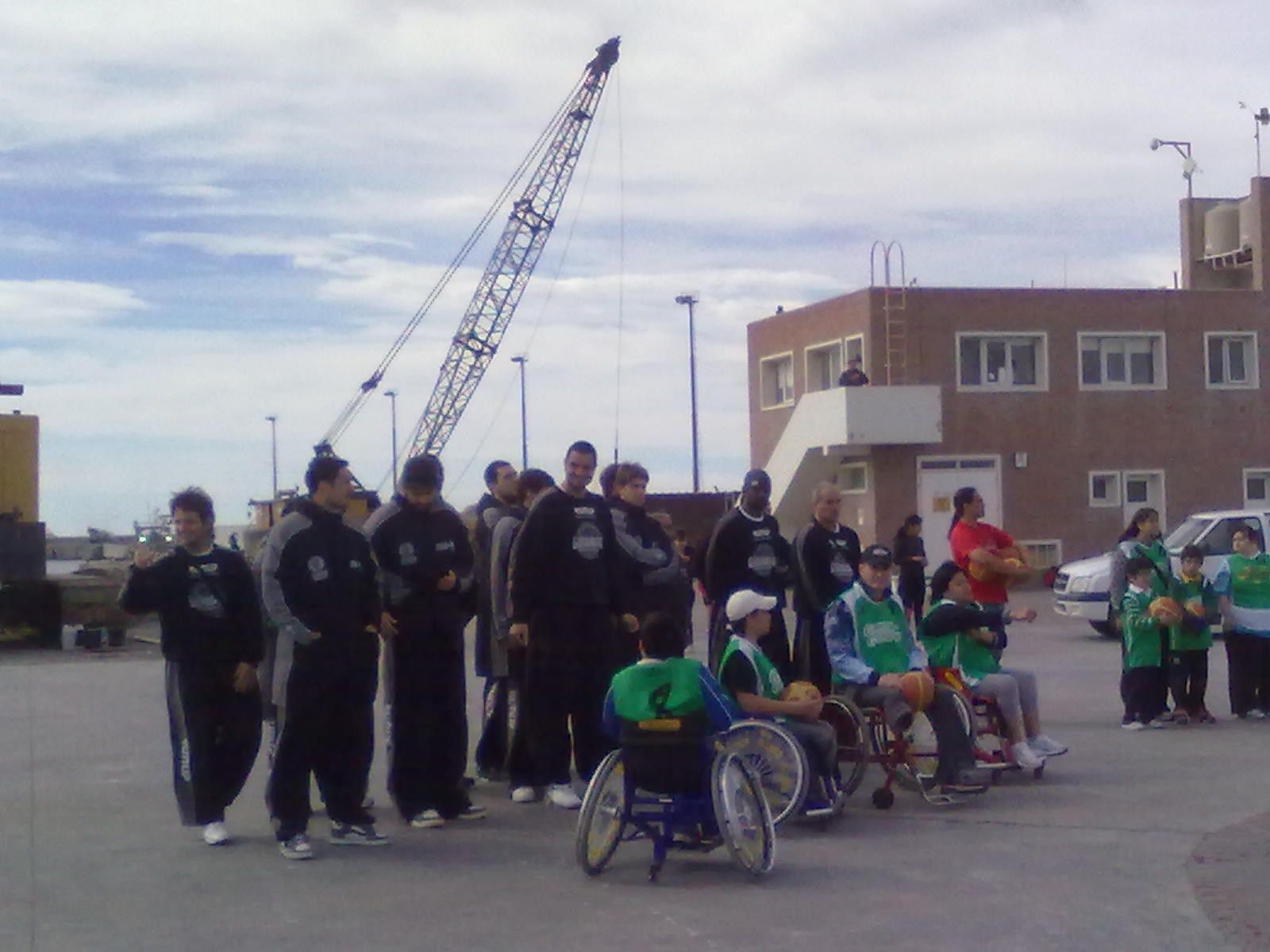
El equipo de Gimnasia y Esgrima de Comodoro Rivadavia ayudando a su ciudad en la 4.ª jornada de semifinales del certamen Baila Argentina 2010.

La liga 2007-08 tuvo a Gimnasia en el último puesto de su zona en la primera fase de la temporada regular con tan solo 2 victorias sobre 14 partidos. En la segunda fase se ubicó en el décimo puesto y fue eliminado por Quimsa en la reclasificación por 3-1. Fernando Duró dejó el club y Nicolás Casalánguida, su asistente, asumió como técnico. En la primera fase de la temporada 2008-09 logró 7 victorias en 14 presentaciones y clasificó al Torneo Súper 8 2008. En este certamen derrotó en cuartos de final a Libertad de Sunchales 69 a 61 pero cayó frente a Regatas de Corrientes por 72-65. En la segunda fase de la liga cosechó un récord de 18-12 ubicándose en el cuarto puesto y de esta manera accediendo de manera directa a cuartos de final. El desempeño de Gimnasia en la temporada regular le valió a Nicolás Casalánguida el título de Entrenador de Año. A pesar de esto, cedió la localía en la serie de cuartos de final frente a Centro Juventud Sionista y fue eliminado.
En la temporada siguiente, el conjunto patagónico accedió al cuadrangular final de la Copa Argentina de Básquet 2009. Logró el mismo récord de victorias que Quimsa pero el conjunto de Santiago del Estero tuvo una diferencia de puntos mayor y se quedó con el título. En la primera fase de la Liga Nacional de Básquet 2009-10 tuvo 5 victorias en 14 presentaciones y en la segunda finalizó en el 13° puesto, por lo que debió disputar la serie por la permanencia por segunda vez en su historia. En esta ocasión debió enfrentar al Club Central Entrerriano, al cual derrotó por 3-0 y logró mantener la categoría nuevamente.
Gimnasia inició la Liga Nacional de Básquet 2010-11 con 5 victorias en la primera fase sobre 14 partidos. En la segunda fase se colocó en el noveno puesto y cayó frente a Regatas de Corrientes por 3-2 en la reclasificación. Nicolás Casalánguida decidió no renovar su contrató y abandonó el club.

### Gimnasia Indalo y un nuevo título (2011 - 2016)

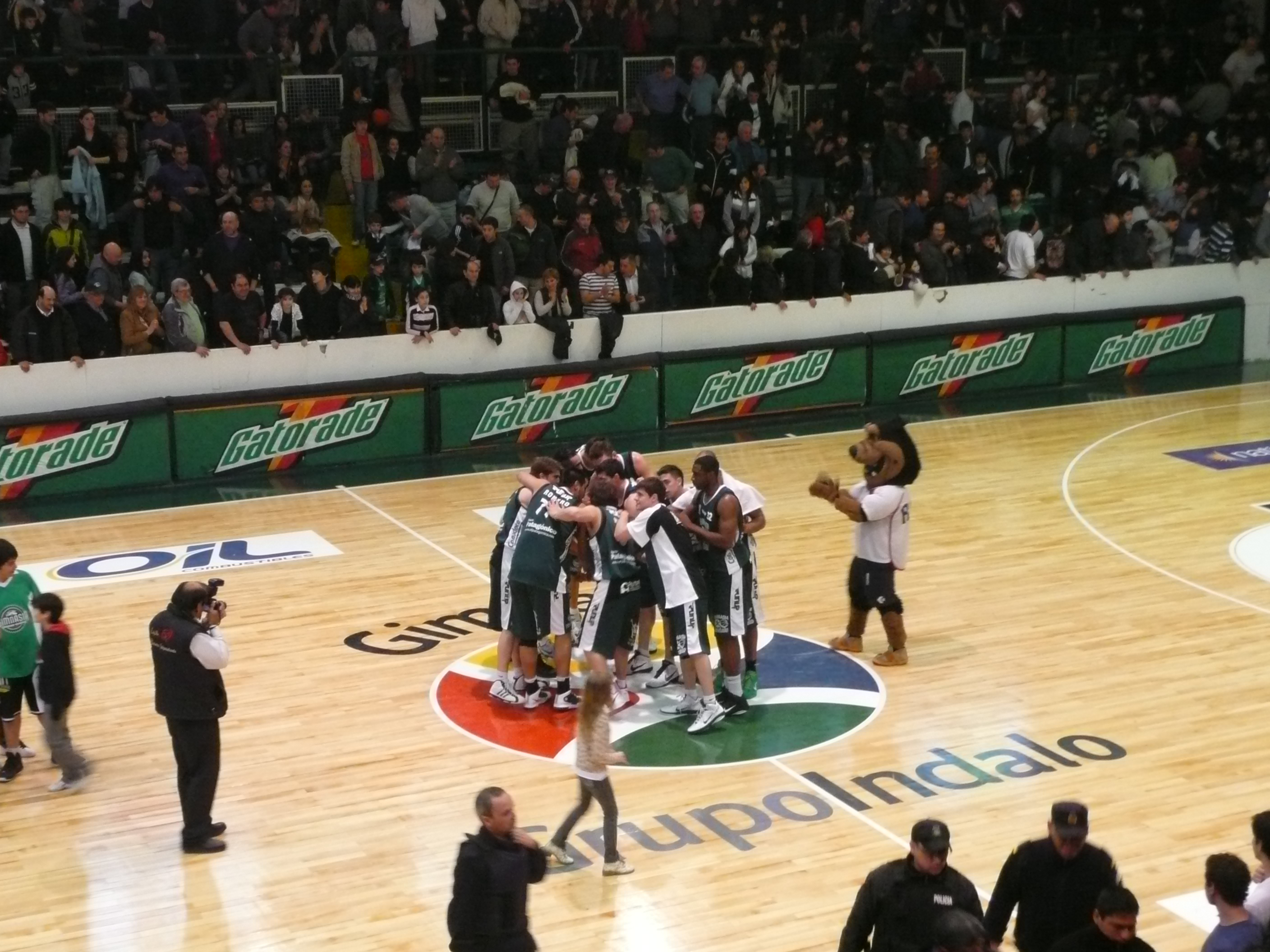
Primer partido de local de la temporada 2011-2012 frente a Peñarol de Mar del Plata.

En julio de 2011, el Grupo Indalo, una corporación con sede en Comodoro Rivadavia, realizó un aporte económico a la institución con el objetivo de que continúe en la Liga Nacional de Básquet y se libere de las deudas que poseía. Para la temporada 2011-12, el equipo comenzó a llamarse Gimnasia Indalo. Marcelo Richotti volvió a ser entrenador de Gimnasia y solo 4 jugadores del plantel anterior continuaron en el equipo, Mariano Franco, Fernando Funes, Federico Mansilla y Diego Romero. Dentro de las incorporaciones para el inicio de temporada se encontraron Roberto Gabini, Cedric McGowan y el juvenil Santiago Scala. Pedro Franco, Andrew Feeley, Ike Ofoegbu, Calvin Warner y Terrence Shannon vistieron la camiseta del club pero fueron cortados por bajo rendimiento. El estadounidense Ed Nelson se unió al club y promedió 15,6 puntos en 19 partidos, siendo el goleador del equipo; pero por cuestiones personales se alejó de club antes de que finalice la temporada. Devin Davis, Kahiem Seawright y Diego Ciorciari, que retornó a la Liga Nacional de Básquet luego de 10 años en Europa, completaron el plantel que finalizó en el sexto puesto de la Liga Nacional de Básquet 2011-12. Richotti, logró 6 victorias en 14 partidos de la primera fase y 16 victorias en 30 partidos de la segunda fase ubicándose en el octavo puesto. Venció al Club La Unión en la Reclasificación (3-2), pero cayó ante Libertad de Sunchales en cuartos de final por 3-2.
Marcelo Richotti continuó en su puesto y dejaron el equipo Devin Davis, Cedric McGowan, Mariano Franco, Fernando Funes y Federico Mansilla. Los jugadores traídos por la dirigencia fueron, el escolta estadounidense David Jackson, MVP y goleador de la liga en ediciones anteriores, Jason Robinson, Mariano Byró, Alejandro Reinick y el juvenil Exequiel Cassinelli. Además, Fabricio Vay se unió al equipo como reemplazo temporario de Roberto Gabini, quién se lesionó en la pretemporada. Richotti solamente ganó uno de los primeros seis partidos de la Liga Nacional de Básquet 2012-13 y la dirigencia del club decidió despedirlo. El reemplazo fue el uruguayo Miguel Volcán Sánchez, quién regresaría a dirigir en la Liga Nacional de Básquet tras 14 años. Martín Villagrán, asistente de Richotti, dirigió de manera interina dos partidos y Sánchez lo hizo en los partidos restantes. Finalizó en el sexto puesto de la primera fase con seis victorias en 20 enfrentamientos y en el décimo lugar de la segunda fase. A mitad de temporada, Fabricio Vay fue cortado y reemplazado por Marcos Nóbile, jugador que había pasado por la institución pero se encontraba fuera del baloncesto profesional hacía nueve años. Nóbile se mantuvo en el equipo hasta la recuperación de Roberto Gabini. Además Alejandro Reinick también sufrió la rescisión de su contrato y Pablo Orlietti fue contratado en su lugar. En la reclasificación, Gimnasia derrotó al Club Ciclista Olímpico, que era dirigido por Fernando Duró, venciendo en los dos partidos de visitante y en el Estadio Socios Fundadores. En esta serie se dio la particularidad que el segundo juego se le fue dado como ganado a Gimnasia debido a la rotura de uno de los tableros, que no fue reemplazado en el tiempo estimado por la organización del torneo. En la etapa de cuartos de final se cruzó con Regatas de Corrientes, cuyo entrenador era Nicolás Casalánguida. Gimnasia estiró la serie a cinco partidos pero no pudo triunfar de visitante en el último partido y finalizó en el octavo puesto.
Para la temporada 2013-14, Gimnasia confirmó como fichas Sub-23 a los jugadores que ya tenían contrato, Santiago Scala y Exequiel Cassinelli, y a ellos se les sumó el pívot Pablo Orlietti. El 18 de junio de 2013 confirmó la llegada de Gonzalo García como entrenador principal del equipo para esa temporada, en reemplazo de Miguel Volcán Sánchez. El 25 de junio, retornó al club el base Nicolás de los Santos luego de tres temporadas fuera del equipo y se incorporó el escolta Leonel Schattmann. David Jackson, Jason Robinson, Mariano Byró y Diego Ciorciari abandonaron el club dándole lugar a Diego Cavaco y Byron Johnson como nuevas incorporaciones. Diego Romero abandonó el club tras cinco temporadas y se sumaron a la plantilla el canterano Octavio Iñiguez y los juveniles Gonzalo Álvarez como ficha Sub-23 y Leandro Valicenti. La última ficha del club previo al inicio de la temporada fue el pívot estadounidense Sam Clancy, Jr.. Gimnasia logró el primer puesto de la zona sur en la primera fase, consiguiendo así la clasificación al Torneo Súper 8 2013, pero cayó en su debut en el certamen frente a Quimsa 76 a 61. En la segunda fase, con 12.5 puntos de arrastre, la mejor cantidad después de Regatas, finalizó en el séptimo puesto, teniendo que enfrentar a Obras en la Reclasificación. Tras lograr la victoria en los dos juegos en casa y en el segundo de visitante, selló la serie 3-1 para así verse con Boca Juniors en los cuartos de final. A pesar de vencer de local, no pudo vencer a Boca en Buenos Aires, por lo que Gimnasia debió finalizar la temporada cayendo por 3-2.
Para la siguiente liga, los cambios en la plantilla fueron la baja de Álvarez, Valicenti, Johnson y Cassinelli, y las llegadas de Federico Aguerre, John Harris y los juveniles Federico Giarrafa, Diego Maranesi y Joaquín Thorp. Ante una lesión de Harris, en noviembre se contrató a Kenneth Mitchell en su reemplazo. Un cuarto puesto en la primera fase facilitó la clasificación al Torneo Súper 8 2014, donde fue eliminado en el partido inicial. Diego Guaita reemplazó a Kenneth Mitchell y el equipo consiguió el segundo puesto de la conferencia sur. Tras eliminar a Boca Juniors, Peñarol y Quilmes, alcanzó por segunda en su historia las finales de la Liga Nacional de Básquet. El rival fue Quimsa y el resultado fue 4 a 2 a favor de los santiagueños, quedándose Gimnasia con el subcampeonato.
En la tercera temporada de Gonzalo García al mando del club, se produjo la llegada de Leonardo Mainoldi, Matías Sandes, Gastón Luchino y Rashawn Rembert, junto con las bajas de Santiago Scala (tras 4 años en el club), Pablo Orlietti y Diego Guaita. Un récord de 14-4 en la primera fase consiguió el primer puesto de la conferencia sur y la clasificación al Torneo Súper 4. Tras vencer a Ciclista Olímpico y Obras, Gimnasia consiguió su segundo título nacional. En enero de 2016, se dio su debut en la Liga de las Américas 2016 en Panamá, siendo esta su primera participación en el certamen, pero se despidió en la fase de grupos con 1 victoria y dos derrotas. Previo a la finalización de la segunda fase cortó a Rashawn Rembert y Gastón Luchino, dándole así lugar a Aaron Brown y Jonatan Machuca, consiguiendo el primer lugar de la conferencia y la clasificación a semifinales de conferencia. Pese a tener ventaja de localía cayó frente a San Lorenzo por 3 a 1.

### Actualidad (2016-presente)
A partir de la temporada Liga Nacional de Básquet 2016-17, el club dejó de tener el apoyo económico del Grupo Indalo y varias de las figuras del equipo dejaron el mismo, quedando solamente Nicolás de los Santos, Jonatan Machuca y Leonel Schattmann. Se produjo el retorno de Diego Romero al club y la contratación de Juan Fernández Chávez, Estefano Simondi y los extranjeros Lotanna Nwogbo, Matthew Shaw y O´Louis McCullough. En septiembre de 2016, Gimnasia organizó su grupo de la Liga Sudamericana de Clubes 2016, consiguiendo dos victorias y una derrota, clasificando al grupo de semifinal. Sin embargo, cayó en las tres presentaciones de esta fase y quedó eliminado.
El intento por ser campeón internacional no cesó y en la Liga Sudamericana de Baloncesto 2023 el equipo comodorense realizó una gran campaña. No obstante, cayó en la semifinal ajustada ante Titanes de Barranquilla por 83 a 74. El equipo tuvo su desquite en el partido por el tercer lugar cuando derrotó a Caribbean Storm 89 a 73.

## Uniforme
El color característico del uniforme de Gimnasia es el verde, al igual que el blanco, colores utilizados en todas las temporadas profesionales del club. Lo predominante del color verde le valió su apodo hasta la actualidad.
| Titular | Alternativo |

## Estadio

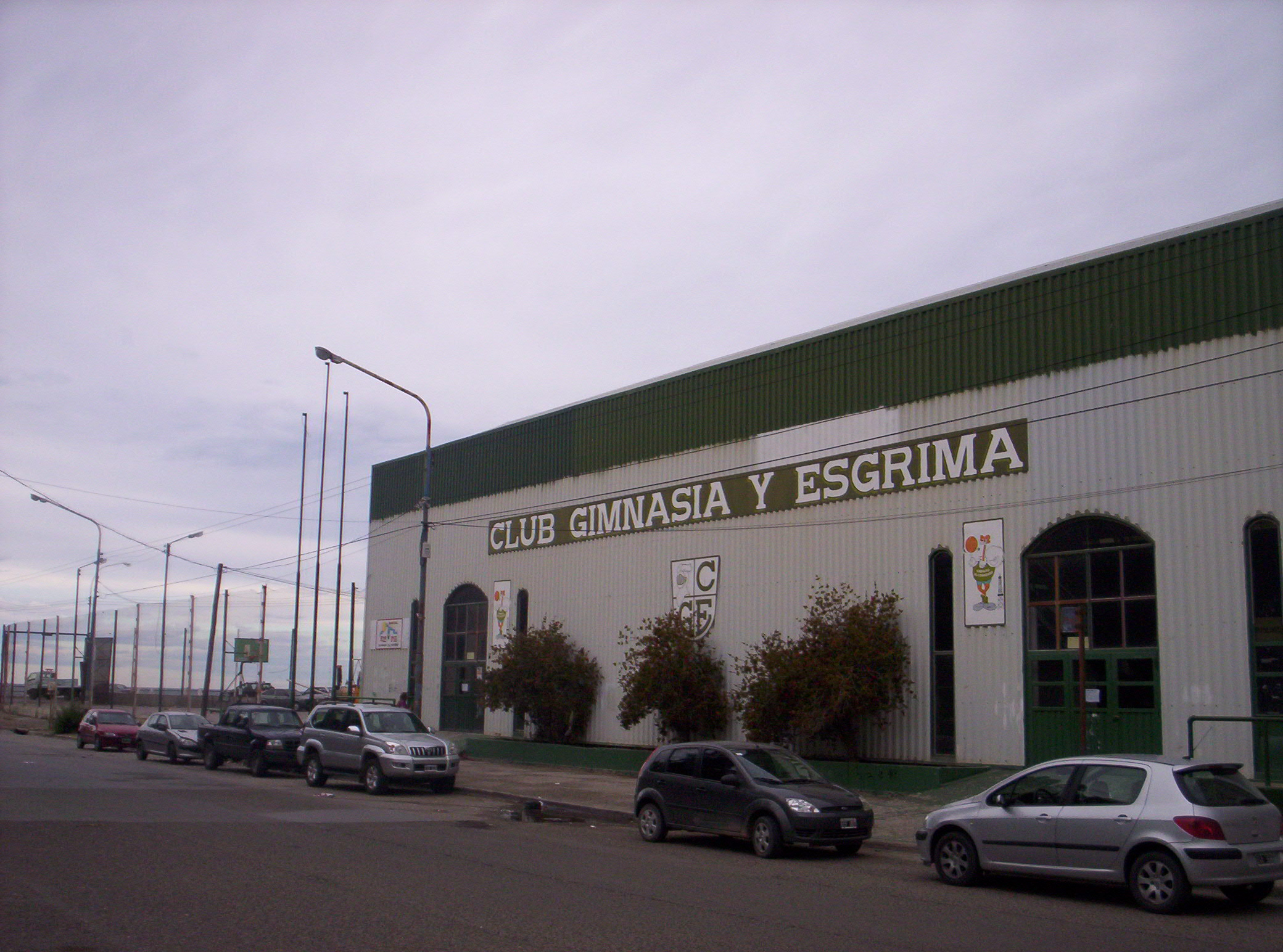
El estadio de Gimnasia de Comodoro, uno de los más importantes de la región por los encuentros transcendentales de Patagonia Argentina.

El Socios Fundadores del Club Gimnasia y Esgrima de Comodoro Rivadavia, es uno de los más importantes de la ciudad, por su historia y capacidad de 2.276 espectadores con plateas para 1.076 hinchas y populares con 1.200 lugares.
Fue inaugurado el 24 de noviembre de 1985. Está ubicado en el centro de la ciudad de Comodoro Rivadavia, Provincia de Chubut.

## Datos importantes
- Su mascota institucional es un Charito ñandú.

- Sus apodos son el Verde o Mens sana.

- Es el club más importante por sus logros a nivel local.

- Es el club más importante por sus logros en Patagonia.

- Es uno de los clubes más importantes de Argentina de los últimos años, debido a sus puestos conseguidos.

- Es uno de los clubes más tradicionales de la liga, dado que en 2010 Gimnasia de Comodoro llegó al partido número 1000 en la Liga Nacional de básquet, un récord que solamente han alcanzado los históricos Atenas de Córdoba, Peñarol de Mar del Plata, Boca Juniors y Club Estudiantes de Bahía Blanca.

- Su rival a nivel local es Federación Deportiva.

- Sus rivales a nivel regional son el Club Atlético Independiente (Neuquén) y el Club Social y Deportivo Madryn.

## Trayectoria LNB
Nota: G: Partidos ganados; P:Partidos perdidos; %:porcentaje de victorias
- Se contabiliza temporada regular y playoffs.

| Temporada          | G   | P   | %    | Play-offs                                                                                     | Resultado                                                                                   |
| ------------------ | --- | --- | ---- | --------------------------------------------------------------------------------------------- | ------------------------------------------------------------------------------------------- |
| Gimnasia y Esgrima |     |     |      |                                                                                               |                                                                                             |
| 1990               | 18  | 13  | .580 | Pierde cuartos de final                                                                       | Independiente 3, Gimnasia 2                                                                 |
| 1990-91            | 24  | 24  | .500 | Gana Reclasificación Pierde cuartos de final                                                  | Gimnasia 3, Peñarol 2 GEPU 3, Gimnasia 2                                                    |
| 1991-92            | 21  | 22  | .488 | Pierde cuartos de final                                                                       | GEPU 3, Gimnasia 0                                                                          |
| 1992-93            | 31  | 23  | .574 | Gana cuartos de final Pierde Semifinales                                                      | Gimnasia 3, Sport Club Cañadense 2 GEPU 3, Gimnasia 2                                       |
| 1993-94            | 26  | 26  | .500 | Pierde Reclasificación Gana Permanencia                                                       | Quilmes 3, Gimnasia 2 Gimnasia 3, Echagüe 0                                                 |
| 1994-95            | 24  | 29  | .452 | Pierde Reclasificación Gana Permanencia                                                       | Ferro 3, Gimnasia 1 Gimnasia 3, Pico Football Club 2                                        |
| 1995-96            | 22  | 29  | .431 | Pierde Reclasificación Gana Permanencia                                                       | Independiente 3, Gimnasia 0 Gimnasia 3, Estudiantes 0                                       |
| 1996-97            | 28  | 24  | .538 | Gana Reclasificación Pierde cuartos de final                                                  | Gimnasia 3, Andino 2 Independiente 3, Gimnasia 0                                            |
| 1997-98            | 23  | 27  | .460 | Pierde Reclasificación Gana Permanencia                                                       | Olimpia 3, Gimnasia 0 Gimnasia 3, Quilmes 0                                                 |
| 1998-99            | 31  | 18  | .632 | Pierde cuartos de final                                                                       | Independiente 3, Gimnasia 2                                                                 |
| 1999-00            | 28  | 24  | .538 | Gana cuartos de final Pierde Semifinales                                                      | Gimnasia 3, Libertad 2 Estudiantes 3, Gimnasia 0                                            |
| 2000-01            | 26  | 23  | .530 | Pierde Reclasificación                                                                        | Quilmes 3, Gimnasia 2                                                                       |
| 2001-02            | 16  | 31  | .340 | Gana Permanencia                                                                              | Gimnasia 3, Independiente 0                                                                 |
| 2002-03            | 29  | 17  | .630 | Gana Reclasificación Gana cuartos de final Pierde Semifinal                                   | Gimnasia 3, Peñarol 0 Gimnasia 3, Estudiantes de Olavarría 1 Boca 3, Gimnasia 0             |
| 2003-04            | 30  | 18  | .625 | Pierde cuartos de final                                                                       | Obras 3, Gimnasia 1                                                                         |
| 2004-05            | 22  | 29  | .431 | Gana Reclasificación Pierde cuartos de final                                                  | Gimnasia 3, Argentino de Junín 1 Ben Hur 3, Gimnasia 0                                      |
| 2005-06            | 35  | 23  | .603 | Gana cuartos de final Gana Semifinales Gana Finales                                           | Gimnasia 3, Boca Juniors 1 Gimnasia 3, Ben Hur 1 Gimnasia 4, Libertad 2                     |
| 2006-07            | 22  | 27  | .448 | Pierde Reclasificación                                                                        | Regatas 3, Gimnasia 2                                                                       |
| 2007-08            | 19  | 29  | .395 | Pierde Reclasificación                                                                        | Quimsa 3, Gimnasia 1                                                                        |
| 2008-09            | 26  | 22  | .541 | Pierde cuartos de final                                                                       | Sionista 3, Gimnasia 2                                                                      |
| 2009-10            | 20  | 27  | .425 | Gana Permanencia                                                                              | Gimnasia 3, Central Entrerriano 0                                                           |
| 2010-11            | 21  | 27  | .437 | Pierde Reclasificación                                                                        | Regatas 3, Gimnasia 2                                                                       |
| 2011-12            | 26  | 27  | .490 | Gana Reclasificación Pierde cuartos de final                                                  | Gimnasia 3, La Unión 2 Libertad 3, Gimnasia 1                                               |
| 2012-13            | 25  | 27  | .480 | Gana Reclasificación Pierde cuartos de final                                                  | Gimnasia 3, Ciclista Olímpico 0 Regatas 3, Gimnasia 2                                       |
| 2013-14            | 29  | 24  | .547 | Gana Reclasificación Pierde cuartos de final                                                  | Gimnasia 3, Obras 1 Boca Juniors 3, Gimnasia 2                                              |
| 2014-15            | 43  | 27  | .614 | Gana Cuartos Conferencia Gana Semifinales Conferencia Gana Finales Conferencia Pierde Finales | Gimnasia 3, Boca Juniors 2 Gimnasia 3, Peñarol 1 Gimnasia 3, Quilmes 0 Quimsa 4, Gimnasia 2 |
| 2015-16            | 34  | 26  | .566 | Pierde Semifinales Conferencia                                                                | Gimnasia 1, San Lorenzo 3                                                                   |
| 2016-17            | 31  | 32  | .492 | Gana Cuartos Conferencia Pierde Semifinales Conferencia                                       | Gimnasia 3, Argentino 1 Gimnasia 0, San Lorenzo 3                                           |
| 2017-18            | 27  | 20  | .574 | Gana octavos de final Pierde cuartos de final                                                 | Gimnasia 3, Argentino 1 Gimnasia 2, San Martín 3                                            |
| 2018-19            | 24  | 18  | .571 | Pierde octavos de final                                                                       | Gimnasia 1, La Unión de Formosa 3                                                           |
| 2020-21            | 24  | 16  | .60  | Gana Reclasificación Pierde cuartos de final                                                  | Gimnasia 2, Hispanoamericano 0 Gimnasia 0, San Lorenzo 2                                    |
| 2021-22            | 27  | 15  | .643 | Pierde cuartos de final                                                                       | Gimnasia 1, San Martín 3                                                                    |
| 2022-23            | 27  | 11  | .710 | Gana cuartos de final Pierde semifinales                                                      | Gimnasia 3, Obras 1 Gimnasia 0, Quimsa 3                                                    |
| 2023-24            | 22  | 16  | .579 | Pierde Reclasificación                                                                        | Gimnasia 1, Regatas 3                                                                       |
| 2024-25            | 20  | 18  | .526 | Pierde Reclasificación                                                                        | Gimnasia 2, Ferro 3                                                                         |
| Total              | 874 | 798 | .522 |                                                                                               |                                                                                             |

## Marcas del club
| Torneo                                      | Participaciones | Mejor ubicación       | Peor ubicación          |
| ------------------------------------------- | --------------- | --------------------- | ----------------------- |
| Liga Nacional de Básquet                    | 26              | 1.º (2005-06)         | 13.º (2001-02, 2009-10) |
| Copa Argentina                              | 9               | 2.º (2009)            | -                       |
| Torneo Top 4                                | 1               | 4.º (2002)            | -                       |
| Torneo Súper 8                              | 4               | 3.º (2008)            | 5.º (2006, 2013, 2014)  |
| Torneo Súper 4                              | 1               | 1.º (2015)            | -                       |
| Copa Súper 20                               | 1               | 1.º (2023)            | -                       |
| Campeonato Sudamericano de Clubes Campeones | 2               | 2.º (2003)            | 4.º (2006)              |
| Liga Sudamericana de Clubes                 | 4               | 2.º (2001)            | 11.º (2002)             |
| Liga de las Américas                        | 1               | Fase de grupos (2016) | -                       |
| Supercopa de La Liga                        | 1               | 2.º (2017)            | 2.º (2017)              |

## Palmarés
Nota: en negrita competiciones vigentes en la actualidad.
| Competición nacional         | Competición nacional         | Títulos  | Subcampeonatos |
| ---------------------------- | ---------------------------- | -------- | -------------- |
| Liga Nacional de Básquet (1) | Liga Nacional de Básquet (1) | 2005-06. | 2014-15. (1)   |
| Copa Argentina (0)           | Copa Argentina (0)           |          | 2009. (1)      |
| Torneo Súper 4 (1)           | Torneo Súper 4 (1)           | 2015.    |                |
| Copa Súper 20 (1)            | Copa Súper 20 (1)            | 2023.    |                |

| Competición internacional                       | Títulos | Subcampeonatos |
| ----------------------------------------------- | ------- | -------------- |
| Liga Sudamericana de Clubes (0)                 |         | 2001. (1)      |
| Campeonato Sudamericano de Clubes Campeones (0) |         | 2003. (1)      |

## Estadísticas

### Líderes estadísticos
Partidos en liga
| 1                                        | Diego Romero          | 1998 - 2001 / 2006 / 2008 - 2013 / 2016 - 2022 (15) | 521 |
| 2                                        | Pablo Moldú           | 1993 - 2001 / 2005 - 2007 / 2011 (11)               | 452 |
| 3                                        | Nicolás de los Santos | 2004 - 2007 / 2008 - 2010 / 2013 - 2017 (9)         | 425 |
| 4                                        | Gabriel Cocha         | 1991 - 1992 / 1994 - 1998 / 2003 - 2007 (9)         | 406 |
| 5                                        | Eloy Martín           | 1996 - 2003 / 2004 - 2005 / 2006 - 2007 (9)         | 330 |
| 6                                        | Stanley Easterling    | 1998 - 2001 / 2002 - 2004 (5)                       | 238 |
| 7                                        | Jervaughn Scales      | 2002 - 2007 (5)                                     | 226 |
| 8                                        | David Scott           | 1998 - 2001 / 2003 - 2005 (5)                       | 225 |
| 9                                        | Santiago Haag         | 2001 - 2007 (6)                                     | 198 |
| 10                                       | Marcelo Richotti      | 1996 - 2000 (4)                                     | 189 |
| Nota: actualizados a 13 de enero de 2023 |                       |                                                     |     |

Puntos totales en liga
| #                                        | Jugador               | Temporadas                                          | Promedio | Partidos | Total |
| ---------------------------------------- | --------------------- | --------------------------------------------------- | -------- | -------- | ----- |
| 1                                        | Gabriel Cocha         | 1991 - 1992 / 1994 - 1998 / 2003 - 2007 (9)         | 14,6     | 406      | 5 956 |
| 2                                        | Diego Romero          | 1998 - 2001 / 2006 / 2008 - 2013 / 2016 - 2022 (15) | 8,78     | 521      | 4 576 |
| 3                                        | Pablo Moldú           | 1993 - 2001 / 2005 - 2007 / 2011 (11)               | 9,73     | 452      | 4 402 |
| 4                                        | David Scott           | 1998 - 2001 / 2003 - 2005 (5)                       | 18,4     | 225      | 4 155 |
| 5                                        | Nicolás de los Santos | 2004 - 2007 / 2008 - 2010 / 2013 - 2017 (9)         | 9,08     | 425      | 3 862 |
| 6                                        | Jervaughn Scales      | 2002 - 2007 (5)                                     | 16,4     | 226      | 3 717 |
| 7                                        | Stanley Easterling    | 1998 - 2001 / 2002 - 2004 (5)                       | 12,5     | 238      | 2 984 |
| 8                                        | Andrew Moten          | 1992 - 1994 (2)                                     | 26,7     | 96       | 2 566 |
| 9                                        | Sebastián Uranga      | 1990 - 1993 (3)                                     | 16,1     | 145      | 2 339 |
| 10                                       | Sam Clancy, Jr.       | 2013 - 2016 (3)                                     | 12,8     | 176      | 2 253 |
| Nota: actualizados a 13 de enero de 2023 |                       |                                                     |          |          |       |

Rebotes totales temporada regular
| #                                        | Jugador               | Temporadas                                        | Promedio | Partidos | Total |
| ---------------------------------------- | --------------------- | ------------------------------------------------- | -------- | -------- | ----- |
| 1                                        | Sam Clancy, Jr.       | 2013 - 2016 (3)                                   | 10,89    | 176      | 1 918 |
| 2                                        | Stanley Easterling    | 1998 - 2001 / 2002 - 2004 (5)                     | 6,6      | 238      | 1 588 |
| 3                                        | Jervaughn Scales      | 2002 - 2007 (5)                                   | 6,8      | 226      | 1 538 |
| 4                                        | Gabriel Cocha         | 1991 - 1992 / 1994 - 1998 / 2003 - 2007 (9)       | 3,3      | 406      | 1 351 |
| 5                                        | Diego Romero          | 1998 - 2001 / 2006 / 2008 - 2013 / 2016 - act (9) | 4,4      | 272      | 1 200 |
| 6                                        | Sebastián Uranga      | 1990 - 1993 (3)                                   | 8,1      | 145      | 1 183 |
| 7                                        | David Scott           | 1998 - 2001 / 2003 - 2005 (5)                     | 4,1      | 225      | 923   |
| 8                                        | Pablo Moldú           | 1993 - 2001 / 2005 - 2007 / 2011 (11)             | 1,98     | 452      | 897   |
| 9                                        | Ruperto Herrera       | 2004 - 2007                                       | 5,5      | 155      | 859   |
| 10                                       | Nicolás de los Santos | 2004 - 2007 / 2008 - 2010 / 2013 - act (7)        | 2,51     | 310      | 779   |
| Nota: actualizados a 1 de agosto de 2016 |                       |                                                   |          |          |       |

Asistencias totales temporada regular
| #                                        | Jugador               | Temporadas                                        | Promedio | Partidos | Total |
| ---------------------------------------- | --------------------- | ------------------------------------------------- | -------- | -------- | ----- |
| 1                                        | Gabriel Cocha         | 1991 - 1992 / 1994 - 1998 / 2003 - 2007 (9)       | 2,20     | 406      | 896   |
| 2                                        | Nicolás de los Santos | 2004 - 2007 / 2008 - 2010 / 2013 - act (7)        | 2,36     | 363      | 857   |
| 3                                        | Pablo Moldú           | 1993 - 2001 / 2005 - 2007 / 2011 (11)             | 1,40     | 452      | 634   |
| 4                                        | Marcelo Richotti      | 1996 - 2000 (4)                                   | 2,78     | 189      | 526   |
| 5                                        | Eloy Martín           | 1996 - 2003 / 2004 - 2005 / 2006 - 2007 (9)       | 1,42     | 330      | 469   |
| 6                                        | Leonel Schattmann     | 2013 - act (3)                                    | 2,26     | 170      | 385   |
| 7                                        | Santiago Scala        | 2011 - 2015 (4)                                   | 1,63     | 227      | 372   |
| 8                                        | Charles Jones         | 2005 - 2008 / 2010 (4)                            | 2,92     | 120      | 351   |
| 9                                        | Diego Romero          | 1998 - 2001 / 2006 / 2008 - 2013 / 2016 - act (9) | 1,21     | 272      | 330   |
| 10                                       | David Scott           | 1998 - 2001 / 2003 - 2005 (5)                     | 1,4      | 225      | 315   |
| Nota: actualizados a 1 de agosto de 2016 |                       |                                                   |          |          |       |

- Más puntos a favor: 138, contra Pico Football Club en la 1994-95.
- Menos puntos a favor: 47, contra Peñarol en la 2009-10.
- Más puntos en contra: 135, contra Deportivo Roca en la 1995-96.
- Menos puntos en contra: 45, contra Hispano Americano en la 2020-21.
- Mayor diferencia a favor: 46, contra Andino Sport Club (112 a 66) en la 2002-03.
- Mayor diferencia en contra: 49, contra Peñarol (47 a 96) en la 2009-10.
- Mayor racha de victorias: 9. Entre el 27 de febrero de 2004 y el 31 de marzo de 2004.
- Mayor racha de derrotas: 13. Entre el 13 de abril de 2000 y el 5 de noviembre de 2000.
- Mejor récord: 30-15 (66,7%) en la 2022-23.
- Peor récord: 16-31 (34,0%) en la 2001-02.
- Temporadas: 34.
- Mejor ubicación: 1.º (05-06).
- Récord histórico: 666-635 (51,2%).
- Jugador con más puntos en un partido: Andrew Moten, 63 contra Gimnasia y Esgrima Pedernera Unidos (1992-93).
- Jugador con más puntos en una temporada: Andrew Moten, 1365 puntos en la temporada 1992-93.

## Presidentes
A lo largo de su historia, el club tuvo los siguientes presidentes:
| - Eloy Canovas - Pedro Ciarlotti - Orlando Pesolano - Francisco Sánchez - Juan Larrea - Francisco Larrea - Miguel San Martín - Ignacio Sánchez - Francisco Tejo - Mateo Ivancic | - Andrés Freile - Antonio Goncalvez - Ángel Perfumo - José María Rodrigo - José Martínez Mellada - Vicente Álvarez Lorenzo - Francisco Luque - Juan Fernando Martínez - Felipe Escribano - Jorge Vanni | - Juan José Otegui - Miguel Ángel Puga - Ricardo Rodrigo - Alberto José Álvarez - Jorge Emilio Christoph - José Eduardo Pedrosa - Mario Héctor Rodrigo (1997-2006) - Juan Pablo Luque (2006-2021) - Pablo Ivanoff (2021-presente) |

### Comisión Directiva 2025-presente[39]
| - Presidente: Pablo Ivanoff. - Vicepresidente: Américo Issa Pfister. - Secretario: Néstor Cháves. - Pro Secretario: Alejandro Paincho - Tesorero: Eduardo Carrasco. - Pro Tesorero: Emiliano Segurado Vocales Titulares: - Andrés Luz Clara. - Ernesto Dahinten. - Ricardo Clarke. - Jaime Silberberg. - Hugo Herrera. | Vocales Suplentes: - Sebastián Perujo. - Jeremías Maldonado. - Guillermo Segurado. - Rodrigo Salas. Revisores de Cuentas Titulares: - Germán Gallina. - Margarita Pfister. Revisores de Cuentas Suplentes: - Leonardo Cantos. - Gabriela Berges. |

## Entrenadores en la LNB
A lo largo de su historia en la Liga Nacional de Básquet, Gimnasia y Esgrima ha tenido 13 entrenadores, siendo el primero Daniel Allende. Quién ostenta la mayor cantidad de temporadas como director técnico es Martín Villagrán con 8 años consecutivos al mando del club, mientras que Fernando Duró es el único entrenador que obtuvo un título de la liga (2005-06). 
Actualmente, Pablo Favarel se encuentra al mando del equipo.
| #  | Ciclo | Entrenadores          | Mandatos       | Temporada regular | Temporada regular | Temporada regular | Temporada regular | Playoffs | Playoffs | Playoffs | Premios / Campeonatos             | R      |
| #  | Ciclo | Entrenadores          | Mandatos       | PD                | V                 | D                 | %VD               | PD       | V        | D        | Premios / Campeonatos             | R      |
| -- | ----- | --------------------- | -------------- | ----------------- | ----------------- | ----------------- | ----------------- | -------- | -------- | -------- | --------------------------------- | ------ |
| 1  |       | Daniel Allende        | 1990 - 1991    | 71                | 40                | 31                | .563              | 15       | 7        | 8        |                                   |        |
| 2  |       | Mario Errazu          | 1991           | 2                 | 2                 | 0                 | .500              | —        | —        | —        |                                   |        |
| 3  |       | León Najnudel         | 1991 - 1993    | 71                | 37                | 34                | .521              | 15       | 7        | 8        |                                   | [ 40 ] |
| 4  |       | Enrique Tolcachier    | 1993-94        | 44                | 21                | 23                | .477              | 8        | 5        | 3        |                                   |        |
| –  | 2.º   | Mario Errazu          | 1994           | —                 | —                 | —                 | —                 | 3        | 3        | 0        |                                   |        |
| –  | 2.º   | Daniel Allende        | 1994 - 1996    | 88                | 39                | 49                | .443              | 15       | 7        | 8        |                                   |        |
| 5  |       | Pablo Coleffi         | 1996 - 1998    | 88                | 45                | 43                | .511              | 14       | 6        | 8        |                                   | [ 41 ] |
| 6  |       | Fernando Duró         | 1998 - 2001    | 132               | 78                | 54                | .590              | 18       | 7        | 11       |                                   | [ 42 ] |
| 7  |       | Marcelo Richotti      | 2001 - 2002    | 44                | 13                | 31                | .295              | 3        | 3        | 0        |                                   | [ 43 ] |
| –  | 2.º   | Enrique Tolcachier    | 2002 - 2004    | 80                | 52                | 28                | .650              | 14       | 7        | 7        |                                   | [ 44 ] |
| 8  |       | Eduardo Opezzo        | 2004           | 18                | 6                 | 12                | .333              | —        | —        | —        |                                   | [ 45 ] |
| 9  |       | José Luis Pestuggia   | 2004           | 2                 | 0                 | 2                 | .000              | —        | —        | —        |                                   |        |
| –  | 3.º   | Enrique Tolcachier    | 2004 - 2005    | 24                | 13                | 11                | .541              | 7        | 3        | 4        |                                   |        |
| –  | 2.º   | Fernando Duró         | 2005 - 2008    | 130               | 63                | 67                | .484              | 23       | 13       | 10       | Liga Nacional de Básquet 2005-06  | [ 46 ] |
| 10 |       | Nicolás Casalánguida  | 2008 - 2011    | 133               | 63                | 70                | .473              | 12       | 6        | 6        | Entrenador del Año de la LNB 2009 | [ 47 ] |
| -  | 2.º   | Marcelo Richotti      | 2011 - 2012    | 50                | 23                | 27                | .460              | 9        | 4        | 5        |                                   | [ 43 ] |
| 11 |       | Martín Villagrán      | 2012           | 2                 | 2                 | 0                 | .100              | —        | —        | —        |                                   |        |
| 12 |       | Miguel Volcán Sánchez | 2012 - 2013    | 36                | 18                | 18                | .500              | 8        | 5        | 3        |                                   |        |
| 13 |       | Gonzalo García        | 2013 - 2015    | 96                | 56                | 40                | .583              | 27       | 16       | 11       | Torneo Súper 4 2015               |        |
| –  | 2.º   | Martín Villagrán      | 2017 - 2025    | 322               | 195               | 127               | .605              | —        | —        | —        | Copa Súper 20 2023                | [ 48 ] |
| 14 |       | Pablo Favarel         | 2025 -Presente |                   |                   |                   |                   |          |          |          |                                   | [ 49 ] |

## Plantilla actual

### Mercado de Invierno 2025
| Siguen de la temporada 2024-25 | Siguen de la temporada 2024-25 |
| Jugador                        | Posición                       |
| ------------------------------ | ------------------------------ |
| Emiliano Toretta               | Base                           |
| Marcos Chacón                  | Base                           |
| Martiniano Dato                | Escolta                        |
| Carlos Rivero                  | Ala-pívot                      |
| Anyelo Cisneros                | Ala-pívot                      |

| Altas              | Altas      | Altas                     |
| Jugador            | Posición   | Procedencia               |
| ------------------ | ---------- | ------------------------- |
| Pablo Favarel      | Entrenador | -                         |
| Sebastían Carrasco | Base       | Universidad de Concepción |
| Federico Grun      | Escolta    | San Martín                |
| Mauro Cosolito     | Alero      | Unión de Santa Fe         |
| Juan Cárdenas      | Ala-pívot  | Español de Osorno         |

| Bajas                 | Bajas      | Bajas             |
| Jugador               | Posición   | Destino           |
| --------------------- | ---------- | ----------------- |
| Martín Villagrán      | Entrenador | Ciclista Olímpico |
| Nicolás de los Santos | Base       | Racing de Trelew  |

## Premios
| MVP Temporada Regular - Hernán Montenegro - 1994-95. - Yoanki Mencia - 2022-23. Mejor quinteto de la LNB - Sam Clancy Jr. - 2013-14, 2014-15. - Federico Aguerre - 2014-15, 2015-16. - Eloy Vargas - 2018-19. - Sebastián Vega - 2021-22. Mejor Extranjero de la LNB - Sam Clancy Jr. - 2014-15. - Yoanki Mencia - 2022-23. Mejor Sexto Hombre de la LNB - Santiago Scala - 2014-15. | MVP de las Finales de la LNB - Gabriel Cocha - 2005-06. Entrenador del Año de la LNB - Nicolás Casalánguida - 2008-09. MVP del Juego de las Estrellas de la LNB - Raúl Merlo - 1999. - David Jackson - 2013. Revelación de la LNB - Germán Sciutto - 2008-09. |